# ملکه ملک‌زاده بیانی
ملکه ملک‌زاده (بیانی) (زاده ۱۲۸۹ – درگذشته ۱۲ خرداد ۱۳۷۷) باستان‌شناس و سکه‌شناس ایرانی بود. او در دانشگاه لوور پاریس تحصیل کرده بود. وی کارشناس و عضو انجمن جهانی کارشناسان سکه فرانسه، سوییس و یونسکو بود. او علاوه بر تدریس در دانشگاه تهران، ریاست بخش سکه‌ها، مهرها و الواح موزه ایران باستان را برعهده داشت و موزه سکه بانک سپه تهران را بنیان نهاد. او در هنرهای نقاشی و نگارگری ایرانی نیز مهارت داشت و تابلوهای گرانبهایی از خود بر جای گذاشته‌است.

## زندگی
ملکه ملک‌زاده در سال ۱۲۸۹ خورشیدی در تهران به دنیا آمد. وی فرزند مهدی ملک‌زاده (یکی از پایه‌گذاران علم پزشکی جدید در ایران و نویسنده کتاب تاریخ مشروطیت ایران)، نوادهٔ ملک المتکلمین و نیز نوادهٔ میرزا سلیمان‌خان میکده (از رجال دوره قاجار و از مشروطه‌خواهان) بود.
ملک‌زاده تحصیلات ابتدایی و متوسطه خود را در مدرسه‌های ناموس و ژاندارک به پایان برد و موفق به اخذ دیپلم زبان فرانسه گردید. وی با داشتن استعداد هنری ذاتی به آموختن نقاشی گرایش پیدا کرده و نگارگری ایرانی را نزد میرزا هادی‌خان تجویدی، فرا گرفت. ملک‌زاده، از سال ۱۳۱۳ در دانشکده هنرهای زیبای پاریس به فراگیری نقاشی همت گماشت و هم‌چنین هم‌زمان موفق شد فوق لیسانس خود در رشته باستان‌شناسی و سکه‌شناسی را به‌صورت مشترک از دانشکده لوور و دانشگاه سوربن پاریس، گرفته و در زمینه سکه‌شناسی سرآمد گردد. او در سال ۱۳۱۷ پس از چهار سال به ایران بازگشت و به ریاست بخش سکه‌ها، مهرها و الواح موزه ایران باستانِ موزه ملی ایران برگزیده شد. در موزه ملی ایران، بخش سکه‌ها و مهرها به همت وی و به شکل علمی راه افتاد. آموزش سکه‌شناسی و مهرشناسی در گروه باستان‌شناسی و تاریخ هنر دانشگاه تهران در شمار فعالیت‌های او بوده‌است که از سال ۱۳۴۷ تا سال ۱۳۵۷ تا بازنشستگی ادامه یافت. ملک‌زاده را می‌توان پایه‌گذار تدریس علمی این شاخه مهم از مطالعات باستان‌شناسی در ایران دانست. ملک‌زاده به زبان‌های فرانسه و انگلیسی مسلط بوده و در خواندن خطوط باستانی تبحر داشت.
ملکه ملک‌زاده با  خانبابا بیانی استاد رشته تاریخ دانشگاه تهران ازدواج کرد. دو فرزند آنها شیرین بیانی و سوسن بیانی هستند: اولی در گروه تاریخ و دومی در گروه باستان‌شناسی این دانشگاه بودند.
ملک‌زاده در تاریخ دوازدهم خرداد ماه سال ۱۳۷۷ خورشیدی درگذشت.

## مقاله‌ها و کتاب‌ها
از ملک‌زاده در حدود پنجاه مقاله به زبان‌های فارسی و فرانسه، در مجلات معتبر داخلی و خارجی به چاپ رسیده که عمدتاً دربارهٔ سکه‌ها و مهرهای دوران باستان و سکه‌های دوره اسلامی ایران هستند. از جمله کتاب‌های او می‌توان به موارد زیر اشاره نمود:
- سیمای شاهان و نام آوران ایران باستان، تهران: شورای مرکزی جشن شاهنشاهی ایران، ۱۳۴۹؛
- پایتخت‌های قدیم ایران. انتشارات انجمن آثار ملی ایران، ۱۳۴۹؛
- هنر ساسانی، به زبان فرانسه، تهران: جشن شاهنشاهی ایران، ۱۳۵۰؛
- تاریخ سکه از قدیم‌ترین ازمنه تا دوره اشکانیان. جلد اول، انتشارات دانشگاه تهران، ۱۳۵۵؛
- تاریخ سکه، دوره پارتی. جلد دوم، انتشارات دانشگاه تهران، ۱۳۵۷؛
- سیمای بزرگان ایران، با همکاری  خانبابا بیانی. انجمن آثار ملی، ۱۳۵۸؛
- سکه‌های ایران در دوران هخامنشی. انتشارات انجمن آثار ملی، ۱۳۵۸؛
- تاریخ مهر در ایران. انتشارات یزدان، ۱۳۶۴.[۲]

## فعالیت‌ها و افتخارات
- تأسیس موزه سکهٔ بانک سپه؛
- تأسیس نمایشگاه تاریخی و هنری ایران و تأسیس انجمن روابط فرهنگی ایران و ایتالیا در ایتالیا.
- برپایی و ریاست نمایشگاه هفت هزار سال هنر ایران در میلان (ایتالیا)؛
- قرار گرفتن در فهرست مشاهیر علم و فرهنگ جهان؛
- قرار گرفتن در فهرست بانوان مشهور جهان از جهت علمی، فرهنگی و هنری (در کتابی که توسط دانشگاه کمبریج انگلستان تدوین گردیده‌است)؛
- عضویت در انجمن بین‌المللی کارشناسان سکه که مرکز آن در فرانسه و سوئیس بود؛
- قرار گرفتن در ردیف مشهورترین نقاشان معاصر ایران (سبک وی «امپرسیونیسم» بود ولی در سبکهای کلاسیک و مینیاتور نیز کار کرده‌است)؛
- عضویت در یونسکو (شعبه ایران) در اولین دور تأسیس این مؤسسهٔ علمی-فرهنگی در ایران.[۲]